# Мазепин, Дмитрий Аркадьевич
Дмитрий Аркадьевич Мазепин (род. 18 апреля 1968, Минск) — российский предприниматель, бывший владелец и генеральный директор Объединённой химической компании «Уралхим».
Из-за российско-украинской войны находится под санкциями стран Евросоюза, Великобритании, Канады, Швейцарии, Австралии, Украины, Новой Зеландии

## Биография
Родился 18 апреля 1968 года в Минске, белорус, в 1985 году окончил Минское суворовское военное училище. Позже учился на военного переводчика. В 1986—1988 годах служил в Афганистане переводчиком. Окончив в 1992 году факультет международных экономических отношений МГИМО МИД России, работал в финансовой сфере России и Белоруссии, занимал руководящие посты в крупных российских компаниях и государственных структурах.
В 2007 году стал председателем совета директоров компании «Уралхим». В 2021 году перешел на пост генерального директора.
В 2008 году окончил Санкт-Петербургский институт экономики и управления по специальности «Менеджмент организации». В этом же вузе в 2012 году защитил кандидатскую диссертацию на тему «Формирование методического подхода к управлению фондовым потенциалом предприятия нефтедобывающей отрасли».
В разводе. Имеет четверых детей. Сын Никита — бывший гонщик Формулы-1, дебютировавший в 2021.

## Карьера в бизнесе
- 1992—1993 год — страховая компания «Инфистрах», гендиректор.
- 1993—1995 год — КБ «Беларусбанк» (Беларусь), заместитель директора филиала.
- 1995 — АКБ «Фалькон», первый заместитель председателя правления, врио председателя правления.
- 1996—1997 — ВАО «Разноимпорт», заместитель генерального директора.
- 1997 — вице-президент Тюменской нефтяной компании
- 1997—1998 — исполнительный директор входящего в ТНК нефтедобывающего предприятия «Нижневартовскнефтегаз».
- 1998—1999 — заместитель председателя правления банка «Флора-Москва».
- 1999—2001 — советник председателя, заместитель председателя РФФИ.
- 2001— генеральный директор угольной компании «Кузбассуголь».
- 2002— первый заместитель председателя РФФИ.
- 2002—2003 — президент АК «Сибур».
- 2007—2021 — председатель совета директоров компании «Уралхим». С 2021 — занял пост генерального директора.[6]
- 2007—2022 — заместитель председателя совета директоров ПАО «Уралкалий»
- 2024— н.в — президент ФВВСР

Был назначен главой «Сибура» через несколько месяцев после ареста предыдущего руководителя компании Якова Голдовского. Основной задачей, поставленной перед Мазепиным руководством «Газпрома», было возвращение «Сибура» под операционный контроль материнской компании и вывод его из глубокого кризиса. Проведя на посту главы компании чуть больше полугода, в феврале 2003 года был отправлен в отставку. За несколько месяцев работы в «Сибуре» Мазепину удалось решить наиболее острые вопросы: выплатить многомесячные долги по зарплате, погасить долги перед энергетиками и запустить простаивающие предприятия холдинга. За недолгое время, которое Мазепин проработал в «Сибуре», сразу на нескольких ГПЗ произошёл ощутимый прирост переработки попутного нефтяного газа.
После ухода из «Сибура» Мазепин решил заняться бизнесом в химической отрасли. В 2004 году компания «Конструктивное бюро», контролируемая Мазепиным, на открытом аукционе РФФИ приобрела контрольный пакет акций ОАО «Кирово-Чепецкий химкомбинат». Изначально Мазепин утверждал, что действует в интересах ОАО «Газпром», но в итоге стал владельцем комбината сам.
По данным некоторых СМИ, активы, на которых строился собственный бизнес Мазепина, были выведены из Газпрома.
В 2005 году возглавил совет директоров комбината. Позже «Конструктивное бюро» приобрело пакеты акций пермских АО «Галоген» и «Минудобрения», березниковского АО «Азот», волгоградского «Химпрома» (передан «Ренове» в 2006 году). В 2007 году на базе активов холдинга «Конструктивное бюро» создаётся Открытое акционерное общество «Объединённая химическая компания „Уралхим“».
В июне 2008 года приобрел 75,01 % акций ОАО «Воскресенские минеральные удобрения», в 2011—100 % акций. В том же году объединил предприятия Кирово-Чепецкий комбинат и Галоген (Пермь) в ОАО «Галополимер». В 2015 году вышел из совета директоров «Галополимера».
В декабре 2013 года Мазепин вместе с Михаилом Прохоровым выкупил у Сулеймана Керимова контрольный пакет ОАО «Уралкалий» и стал владельцем 19,99 % акций. Управление предприятием перешло в руки Мазепина. В марте 2014 года стал заместителем председателя Совета директоров компании.
В 2022 году подконтрольное Дмитрию Мазепину АО «Химактивинвест» приобрело на аукционе 8 февраля 38,74% акций ПАО «Тольяттиазот» («ТОАЗ») за 31,55 млрд рублей, а 18 февраля — еще 32,02% акций за 25,850 млрд рублей. Суммарно компания «Химактивинвест» получила 70,76505% обыкновенных акций ТОАЗ.
В марте 2022 года, после внесения в санкционный список Евросоюза, продал контрольный пакет 52% акций Уралхима. После этого перестал являться контролирующим лицом компании. Также Дмитрий Мазепин покинул должности в органах управления «Уралхима», непосредственного акционера «Уралкалия», и больше не контролирует «Уралкалий»
В октябре 2024 года был назначен президентом Федерации водных видов спорта России.

## Общественная деятельность
С 2009 года — член совета директоров Всероссийской федерации плавания. В этом же году компания «Уралхим» стала постоянным партнером ВФП, а также спонсором Федераций плавания Кировской области и Пермского края.
В апреле 2012 года стал депутатом Законодательного Собрания Кировской области.
Мазепин является председателем Российско-белорусского делового совета, созданного в 2012 году Торгово-промышленной палатой России. Среди его целей — расширение деловых контактов между Беларусью и Россией, продвижение российского бизнеса на рынки Беларуси. В совет вошли представители ряда крупных российских компаний и банков: «Ростеха», Сбербанка, ВТБ, «Лукойла».
В мае 2014 года Мазепин прекратил свои депутатские полномочия в Законодательном собрании Кировской области по причине высокой профессиональной загруженности..
27 мая 2015 года Мазепин в качестве председателя совета директоров подписал соглашение о социальном партнёрстве с Правительством Кировской области.
В августе 2020 года Мазепин на фоне массовых протестов по итогам выборов Президента Белоруссии от имени российско-белорусского делового совета (председателем которого он является) выступил с обращением к президенту Александру Лукашенко и призвал его начать переговоры с оппонентами.

## Состояние
В 2010 году журнал Forbes включил Мазепина в список 100 богатейших бизнесменов России, оценив его состояние в 950 млн $, что эквивалентно 70-му месту в российском рейтинге и 833-му в мировом списке. В 2015 году поднялся на 63 место в российском сегменте рейтинга Forbes, который оценил его состояние в 1,3 млрд $.
В рейтинге 200 богатейших бизнесменов России—2021 занял 150 место с состоянием 800 млн $.

## Благотворительность
В 2012 году Мазепин пожертвовал на покупку автомобилей многодетным семьям Кировской области 0,7 млн долларов своих личных средств.
В 2013 году по инициативе Мазепина компания «Уралхим» подарила школьные автобусы 19 образовательным учреждениям для детей-сирот и детей, оставшихся без попечения родителей, в которых воспитывается более 1700 детей.
В 2013 году русский Forbes включил Мазепина в рейтинг ТОП-7 ведущих российских миллиардеров-благотворителей. За год финансирование социальных и благотворительных проектов возглавляемой им компании «УРАЛХИМ» выросло более чем в два раза − с более 90 млн рублей в 2011 году до 232,3 млн рублей в 2012 году.

## Скандалы и критика
Первым серьёзным конфликтом, в котором упоминается Дмитрий Мазепин, стала борьба «Объединенных машиностроительных заводов» и менеджмента АО «Красное Сормово» за судостроительный завод: в 2000 году Мазепин возглавил совет директоров предприятия.
В середине 2000-х Мазепин оказался втянут в конфликт вокруг активов «Газпрома», проданных в конце 2002 года директором «Межрегионгаза» Николаем Горновским в обход руководства «Газпрома». Часть этих активов оказалась через некоторое время в собственности Мазепина. В 2006 году «Газпром» через суд вернул активы, в частности 18 % акций АХК «Азот».
С 2007 года Мазепина регулярно обвиняют в попытках рейдерского захвата ОАО «Тольяттиазот». Глава ТоАЗ Сергей Махлай обвинял Мазепина в персональных угрозах в свой адрес. По словам Махлая, Мазепин угрожал ему организацией уголовного преследования, в случае, если он не согласится на условия Мазепина по продаже предприятия. Однако «Уралхим» отверг эти обвинения, как клевету, порочащую честь и достоинство главы компании Дмитрия Мазепина и дискредитирующую деловую репутацию компании «Уралхим».
В мае 2014 года Мазепин сложил с себя полномочия депутата Законодательного собрания Кировской области. Некоторые СМИ связывали это с политическим скандалом: Мазепина обвиняли в причастности к изготовлению фальшивого политического видеоролика, направленного против конкурентов, который был показан по РЕН ТВ. По другим сведениям на это решение повлияла появившаяся в некоторых СМИ информация о том, что Мазепин ведет бизнес на Украине в условиях острого политического российско-украинского конфликта. В «Уралхиме» же причиной досрочного прекращения депутатских полномочий в Кировской областном ЗС назвали высокую степень загруженности.
В конце 2015 года в сети интернет появился 18-секундный видеоролик, в котором были изображены губернатор Одесской области Михаил Саакашвили и Дмитрий Мазепин. В тексте, сопровождавшем ролик, утверждалось, что речь между ними шла о продаже Одесского припортового завода. Этот эпизод послужил причиной скандала между министром внутренних дел Украины Арсеном Аваковым и Михаилом Саакашвили, произошедшего на заседании нацсовета по реформам в декабре 2015 года. Однако и пресс-служба «Уралхима», и пресс-секретарь Саакашвили опровергли как сам факт их встречи, так и вообще знакомство.
7 июня 2021 года Мазепин заявил, что не имеет отношения к финансированию белорусского оппозиционного телеграм-канала Nexta. 3 июня в эфире белорусского канала ОНТ было показано интервью оппозиционного журналиста, бывшего главреда Nexta Романа Протасевича, задержанного после экстренной посадки рейса Ryanair в Минске. В ходе интервью Протасевич заявил, что Nexta спонсировалась компанией известного российского олигарха, которая «связана с Уралом и горной добычей». Он не назвал ни саму компанию, ни имя олигарха, но в СМИ появились предположения, что речь идет о Мазепине.
В марте 2022 года после начала вторжения России на Украину против Дмитрия Мазепина и его сына Никиты в числе многих других предпринимателей и чиновников из России были введены санкции ЕС и Великобритании.

## Санкции
Из-за обвинения в поддержке российской агрессии и нарушения территориальной целостности Украины во время российско-украинской войны находится под персональными санкциями разных стран.
9 марта 2022 года, на фоне вторжения России на Украину, внесён в санкционный список всех стран Европейского союза так как он «участвует в секторах экономики, обеспечивающих существенный источник дохода для правительства России, которое несёт ответственность за аннексию Крыма и дестабилизацию Украины». После этого Мазепин ушёл с поста гендиректора «Уралхима», продал 52% акций, оставив себе 48%. Также после внесения в санкционный список, Мазепин обжаловал в суде европейские санкции. 9 ноября 2023 года Европейский суд общей юрисдикции отказался снять санкции с предпринимателя, отклонив доводы защиты.
18 мая 2022 года внесён в список санкций Канады «элит и близких соратников режима» состоящий из 14 лиц «за то, что они непосредственно способствовали бессмысленной войне Владимира Путина в Украине и несут ответственность за боль и страдания народа Украины».
По аналогичным основаниям, с 9 мая 2022 года находится под санкциями Великобритании. С 16 марта 2022 года находится под санкциями Швейцарии. С 6 апреля 2022 года находится под санкциями Австралии. Указом президента Украины Владимира Зеленского от 24 июня 2021 находится под санкциями Украины. С 12 октября 2022 года находится под санкциями Новой Зеландии.

## Награды
- Орден Александра Невского (3 октября 2023 года) — за достигнутые трудовые успехи и многолетнюю добросовестную работу[57]
- Орден Дружбы (25 октября 2018 года) — за достигнутые трудовые успехи, активную общественную деятельность и многолетнюю добросовестную работу[58]
- Медаль «За отвагу»[7]
- Медаль «За боевые заслуги»[7]
- Почётная грамота Правительства Российской Федерации (2014 год) — за вклад в социально-экономическое развитие Кировской области и за активную общественную деятельность[59]